# Гидовал
Гидовал (порт. Guidoval) — муниципалитет в Бразилии, входит в штат Минас-Жерайс. Составная часть мезорегиона Зона-да-Мата. Входит в экономико-статистический  микрорегион Уба. Население — 7131 чел. (2022), площадь 158,975 км². Плотность населения — 48,6 чел./км².

## История
Город основан 27 декабря 1948 года. 

## Статистика
- Валовой внутренний продукт на 2003 год составляет 31 487 167,00 реалов (данные: Бразильский институт географии и статистики).
- Валовой внутренний продукт на душу населения на 2003 год составляет 4134,89 реалов (данные: Бразильский институт географии и статистики).
- Индекс развития человеческого потенциала на 2000 год составляет 0,736 (данные: Программа развития ООН).

## География
Климат местности: тропический.